# La Izquierda (España)
Izquierda Unida-Iniciativa per Catalunya Verds-Esquerra Unida i Alternativa-Bloque por Asturies: La Izquierda, conocido como La Izquierda es el nombre que adoptó una coalición electoral formada en España para presentarse a las elecciones al Parlamento Europeo de 2009. Además, pidieron el voto para la coalición Iniciativa del Poble Valencià, Els Verds - Esquerra Ecologista del País Valencià y uno de los sectores de Izquierda Republicana.

## Formación de la candidatura
En febrero de 2009 Izquierda Unida anunció la candidatura de Willy Meyer, su candidato en las elecciones anteriores. Entre las posibilidades barajadas se citó expresamente a Iniciativa per Catalunya Verds, con quien ya concurrió en 2004, y Esquerra Republicana de Catalunya (ERC). Finalmente se confirmó la alianza con ICV, con Willy Meyer de cabeza de lista y Raül Romeva, candidato de ICV, de número dos. El punto más conflictivo de la coalición fue el relativo el grupo al que se adscribiría el representante de ICV, en caso de ser elegido. En el preacuerdo firmado por ambas formaciones se acordó que ambas "codecidirían y compartirían" el mismo grupo parlamentario.
Asimismo también se anunció el acuerdo entre Izquierda Unida e Izquierda Republicana para concurrir juntos a las elecciones y los contactos con Izquierda Anticapitalista y Confederación de Los Verdes, que finalmente no se concretaron, puesto que Izquierda Anticapitalista se presentó en solitario en tanto que la Confederación de Los Verdes lo hizo en Europa de los Pueblos - Los Verdes (lo que motivó un toque de atención por parte del Partido Verde Europeo, que hizo público no entender por qué no habían dado su apoyo a la candidatura en la que se integraba Iniciativa per Catalunya Verds, dadas las posibilidades reales de obtener representación, algo dudoso en el caso de la coalición liderada por ERC.). También se unió a la coalición el Bloque por Asturies, socio local en Asturias de Izquierda Unida.
Por otra parte, Iniciativa del Poble Valencià (IPV), escisión de Izquierda Unida en la Comunidad Valenciana en 2007, también manifestó su apoyo a la candidatura de Iniciativa per Catalunya Verds, y por lo tanto a La Izquierda, al igual que Els Verds - Esquerra Ecologista del País Valencià.
Sin embargo, finalmente Izquierda Republicana no pudo formar parte de la coalición ni presentarse a las elecciones. La existencia de un grave conflicto interno, en el que el acuerdo había sido firmado con uno de los sectores motivo que el otro también se dirigiera a la Junta Electoral Central expresando su intención de no presentarse a las elecciones. Ante ello, la Junta Electoral Central denegó la inscripción de IR en La Izquierda, debido a la duplicidad de representaciones. No obstante un sector de IR favorable a la inclusión de ésta en la coalición pidió el voto para ella (el secretario general de ella figuraba de número siete en la lista) mientras que el sector contrario pidió el voto en blanco.

## Candidatura

### Candidatos
Los ocho primeros puestos de la candidatura fueron los siguientes:
1. Willy Meyer (Izquierda Unida, federación andaluza)
2. Raül Romeva (Iniciativa per Catalunya Verds)
3. Marta Pulgar (Izquierda Unida, federación asturiana)
4. Esther López Barceló (Izquierda Unida, federación valenciana)
5. Núria Lozano (Esquerra Unida i Alternativa)
6. Kontxi Bilbao (Ezker Batua-Berdeak)
7. Joaquín Rodero (Izquierda Republicana)
8. Caridad García Álvarez (Izquierda Unida, federación madrileña)

### Nombre por comunidad autónoma
Aunque la candidatura tiene como nombre Izquierda Unida-Iniciativa per Catalunya Verds-Esquerra Unida i Alternativa-Bloque por Asturies: La Izquierda, en determinadas comunidades autónomas, tal como permite el artículo 222 de la Ley Orgánica de 5/1985, se presentó con los siguientes nombres y cabezas de lista:
| Comunidad autónoma   | Denominación                                                                       | Cabeza de lista   |
| -------------------- | ---------------------------------------------------------------------------------- | ----------------- |
| Andalucía            | Izquierda Unida Los Verdes-Convocatoria por Andalucía: La Izquierda (IULV-CA)      | Willy Meyer (IU)  |
| Aragón               | Izquierda Unida de Aragón: La Izquierda (IUA)                                      | Willy Meyer (IU)  |
| Asturias             | Izquierda Unida de Asturias-Bloque por Asturies: La Izquierda (IU-BA)              | Willy Meyer (IU)  |
| Canarias             | Izquierda Unida Canarias: La Izquierda (IUC)                                       | Willy Meyer (IU)  |
| Cantabria            | Izquierda Unida: La Izquierda (IU)                                                 | Willy Meyer (IU)  |
| Castilla-La Mancha   | Izquierda Unida: La Izquierda (IU)                                                 | Willy Meyer (IU)  |
| Castilla y León      | Izquierda Unida: La Izquierda (IU)                                                 | Willy Meyer (IU)  |
| Cataluña             | Iniciativa per Catalunya Verds-Esquerra Unida i Alternativa: L'Esquerra (ICV-EUiA) | Raül Romeva (ICV) |
| Ceuta                | Izquierda Unida: La Izquierda (IU)                                                 | Willy Meyer (IU)  |
| Comunidad Valenciana | Esquerra Unida del País Valencià: L'Esquerra (EUPV)                                | Willy Meyer (IU)  |
| Extremadura          | Izquierda Unida: La Izquierda (IU)                                                 | Willy Meyer (IU)  |
| Galicia              | Esquerda Unida-Izquierda Unida: A Esquerda (EU-IU)                                 | Willy Meyer (IU)  |
| Islas Baleares       | Izquierda Unida de las Islas Baleares-Verds: L'Esquerra (EU-EV)                    | Willy Meyer (IU)  |
| La Rioja             | Izquierda Unida: La Izquierda (IU-ICV-EUiA-BA)                                     | Willy Meyer (IU)  |
| Madrid               | Izquierda Unida Comunidad de Madrid: La Izquierda (IU)                             | Willy Meyer (IU)  |
| Melilla              | Izquierda Unida: La Izquierda (IU)                                                 | Willy Meyer (IU)  |
| Murcia               | Izquierda Unida de la Región de Murcia: La Izquierda (IURM)                        | Willy Meyer (IU)  |
| Navarra              | Izquierda Unida de Navarra-Nafarroako Ezker Batua: Ezkerra (IUN-NEB)               | Willy Meyer (IU)  |
| País Vasco           | Ezker Batua-Berdeak: Ezkerra (EB-B)                                                | Willy Meyer (IU)  |

## Resultados
Finalmente la coalición obtuvo 588.248 votos (3,79% de los votos a candidaturas) en toda España, lo que se convirtió en dos escaños, ocupados por Willy Meyer (IU) y Raül Romeva (ICV). Dentro de estos resultados, los mejores los obtuvo en Cataluña con un 6,26% de los votos a candidaturas de la comunidad; Asturias, con un 5,73%; Andalucía, con un 5,27% y Comunidad de Madrid, con un 4,59%. Fue la tercera fuerza política en las comunidades autónomas de Andalucía, Aragón, Asturias, Castilla-La Mancha, Comunidad Valenciana, Extremadura y Región de Murcia. Sin embargo perdió 54.888 votos respecto a la cita de 2004.
La siguiente tabla muestra los datos por comunidades y ciudades autónomas (en negrita las comunidades donde se superó el 3%).
| Comunidad autónoma   | Votos   | Porcentaje | Puesto |
| Andalucía            | 136.916 | 5,27       | 3º     |
| Aragón               | 16.573  | 3,60       | 3º     |
| Asturias             | 24.337  | 5,73       | 3º     |
| -------------------- | ------- | ---------- | ------ |
| Canarias             | 9.669   | 1,61       | 4º     |
| Cantabria            | 4.938   | 2,02       | 4º     |
| Castilla-La Mancha   | 23.813  | 3,03       | 3º     |
| Castilla y León      | 25.849  | 2,37       | 4º     |
| Cataluña             | 119.755 | 6,26       | 5º     |
| Ceuta                | 92      | 0,51       | 5º     |
| Comunidad Valenciana | 52.742  | 2,83       | 3º     |
| Extremadura          | 11.498  | 2,57       | 3º     |
| Galicia              | 14.956  | 1,32       | 5º     |
| Islas Baleares       | 6.756   | 2,67       | 6º     |
| La Rioja             | 2.251   | 1,89       | 4º     |
| Madrid               | 103.987 | 4,59       | 4º     |
| Melilla              | 88      | 0,52       | 4º     |
| Murcia               | 14.024  | 3,02       | 3º     |
| Navarra              | 6.775   | 3,39       | 5º     |
| País Vasco           | 13.229  | 1,82       | 6º     |

## Formación de los grupos parlamentarios en el Parlamento Europeo
Tras las elecciones, Willy Meyer anunció su integración en el grupo Izquierda Unitaria Europea - Izquierda Verde Nórdica, en tanto que Romeva lo hizo en el grupo Los Verdes-Alianza Libre Europea, del que fue designado vicepresidente. Este hecho causó gran malestar en Izquierda Unida, poniéndose en cuestión futuros pactos de IU con esta formación.